# Johann Kaspar Lavater

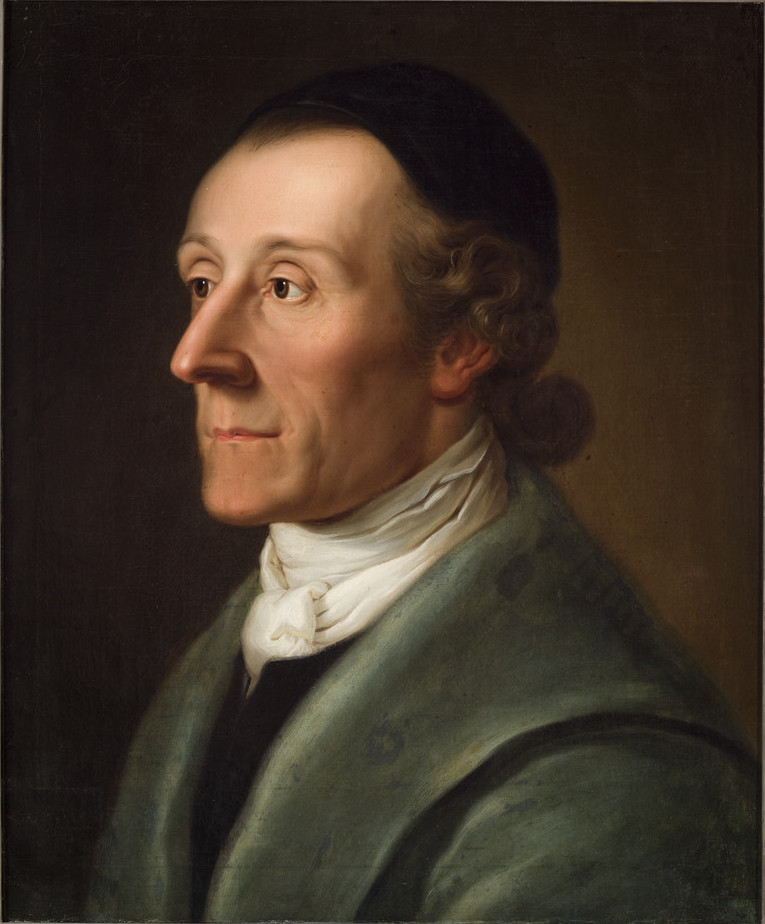
Johann Caspar Lavater

Johann Kaspar Lavater (15. listopad 1741, Curych – 2. leden 1801, Curych) byl švýcarský spisovatel, protestantský pastor zwingliovské tradice a badatel v oblasti fyziognomie.

## Život
Lavater byl pastorem u kostela svatého Petra v Curychu. Roku 1799 protestoval proti francouzské okupaci města a musel se přestěhovat do Basileje. Po návratu měl za francouzské okupace Švýcarska opět konflikt s vojáky na ulici a byl při tom postřelen. Za dva roky na své zranění zemřel.

## Dílo
Proslavil se čtyřdílnou knihou Physiognomische Fragmente zur Beförderung der Menschenkenntnis und Menschenliebe (Fyziognomické zlomky k podpoře lidského poznání a lidské lásky), kde se pokoušel vyzkoumat odraz charakteru člověka v jeho vnější fyziognomii. Vycházel ze silně spiritualistického (u Lavatera náboženského) předpokladu, že duchovno se musí projevovat ve hmotě. Velmi se též zajímal o stavy „magnetického transu“ a mystiku. Jeho knihy o fyziognomii a mystice silně ovlivnily německé romantické hnutí Sturm und Drang.
Známý je jeho agresivní pokus obrátit ke křesťanství judaistického filozofa Mosese Mendelssohna. Zaslal Mendelssohnovi knihu Charlese Bonneta Palingénésie philosophique a veřejně ho vyzval, aby buď vyvrátil Bonnetovy argumenty, anebo konvertoval. Mendelssohn odmítl se výzvou vůbec zabývat, což vedlo k polemikám, v nichž se na Mendelssohnovu stranu postavil například osvícenec Georg Christoph Lichtenberg nebo Johann Gottfried Herder.
Lavater byl dlouho blízkým přítelem Johanna Wolfganga Goetha, nakonec se od něj však Goethe odvrátil, když ho obvinil z tmářství, vyznávání pověr a pokrytectví.
V básnictví mu byl čitelným vzorem Friedrich Gottlieb Klopstock. Napsal též mnoho aforismů.